# 聖羅薩-德爾阿布納
聖羅薩-德爾阿布納（西班牙語：Santa Rosa del Abuná），是玻利維亞北部潘多省阿布纳县的市鎮，并为该县的县府所在地。海拔高度141米，每年平均降雨量1,800毫米。市镇面积为4,542平方公里，2012年人口数量为2,395人。
10°36′S 67°25′W / 10.600°S 67.417°W